# 56. nordlige breddekreds
Den 56. nordlige breddekreds (eller 56 grader nordlig bredde) er en breddekreds, der ligger 56 grader nord for ækvator. Den løber gennem Europa (inkl. Danmark), Asien, Stillehavet, Nordamerika og Atlanterhavet.